# Agraryzacja miast
Agraryzacja miast – proces polegający na traceniu przez mniejsze miasta polskie w XVII i na początku XVIII w. charakteru ośrodków handlowo-rzemieślniczych i przekształcania ich w osady typu wiejskiego.
Zjawisko było wynikiem upadku gospodarczego I Rzeczypospolitej, do którego przyczyniły się długoletnie wojny m.in. z Rosją i Szwecją, a także zubożenie chłopów i przerwanie przez nich kontaktów z rynkiem miejskim, przez co mieszczanie tracąc dochody zmuszeni byli uprawiać ziemię, by przeżyć.